# Kiriejewsk
Kiriejewsk – miasto w Rosji, w obwodzie tulskim, 40 km na południowy wschód od Tuły. W 2009 liczyło 24 886 mieszkańców.